# Estádio Roberto Gomes Pedrosa
O Estádio Roberto Gomes Pedrosa, foi um estádio de futebol localizado em Piracicaba, estado de São Paulo.
Era também conhecido como “Campo do XV" e apelidado de "Robertão, Panela de Pressão".

## História
Ele foi construído com ajuda de torcedores do XV de Piracicaba, atendendo o pedido do prefeito Luiz Dias Gonzaga, para que a equipe pudesse disputar jogos da primeira divisão estadual.
Segundo consta, esse estádio foi inaugurado em uma partida na qual jogou o Santos, mas falta fontes que a comprove.
O estádio por muitos anos recebeu jogos do XV e por ele pisaram vários craques como o rei Pelé.
Em 28 de agosto de 1949, no empate por 2 a 2 com o Santos, o atacante José Maria Cervi, o Russo, afirma ter marcado o "Gol Impossível", onde, aos 41 minutos do segundo tempo, cobrou uma falta perto da bandeirinha de escanteio, correu para a área e marcou o gol, de cabeça.
Anos mais tarde, o estádio, que ficava na rua Regente Feijó, foi demolido e hoje em dia o terreno abriga um hipermercado da rede Assaí Atacadista.